# Skawinki
Skawinki – wieś w Polsce, położona w województwie małopolskim, w powiecie wadowickim, w gminie Lanckorona, na skraju Beskidu Makowskiego, u wschodnich podnóży góry Chełm (603 m), przy lokalnej drodze z Brodów do Palczy, w dolinie potoku Cedron (dopływu Skawinki), który na terenie wsi ma swe źródliska.

## Integralne części wsi
| przysiółki | Owczarnia, Zadziele, Zadziele Duże |
| części wsi | Bańdurówka, Chorążówka, Dzidkówka, Gacerówka, Gizówka, Godnówka, Jurkówka, Maltówka, Marcówka, Ostrowiec, Pałusówka, Pilchówka, Repciówka, Sikorówka, Sołtystwo, Szewcówka, Twardoszówka, Wilkówka, Wronówka, Wykówka, Zagrody |

## Historia
Pierwsze nieoficjalne wzmianki pochodzą z 1336 r. Lokowana przez Kazimierza Wielkiego 11 listopada 1359 roku. Jako wieś królewska weszła wkrótce w skład starostwa niegrodowego lanckorońskiego i była z nim związana do 1889 roku, kiedy to znalazła się w dobrach izdebnickich, należących do Habsburgów. Po I wojnie światowej stała się częścią Spółki Izdebnickie Zakłady Przemysłowe.
W latach 1975–1998 miejscowość administracyjnie należała do województwa bielskiego.

## Zabytki
Obiekt wpisany do rejestru zabytków nieruchomych województwa małopolskiego.
- Kościół pw. św. Joachima.
Kościół został przeniesiony z Przytkowic w 1956 roku. Ma cechy późnobarokowe. Zbudowany jest na planie krzyża greckiego o równych ramionach i ściętych kątach między ramiennych. Posiada prezbiterium i jedną nawę. Nad wejściem jest chór. Dach siodłowy nakryty jest gontem i posiada ośmioboczną wieżyczkę. Ku wschodowi stoi drewniana wieża konstrukcji słupowej, z nadwieszoną izbicą i nakryta dachem namiotowym. Zawiera:
- Ołtarz główny z obrazem św/ Rodziny, na bramkach świętego Augustyna i świętego Hieronima.
- Ołtarze boczne współczesne: Serca Pana Jezusa i Matki Boskiej Częstochowskiej[6].

Inne
- Murowana kapliczka „Dzwonek” z lat 20. XIX w.

## Galeria

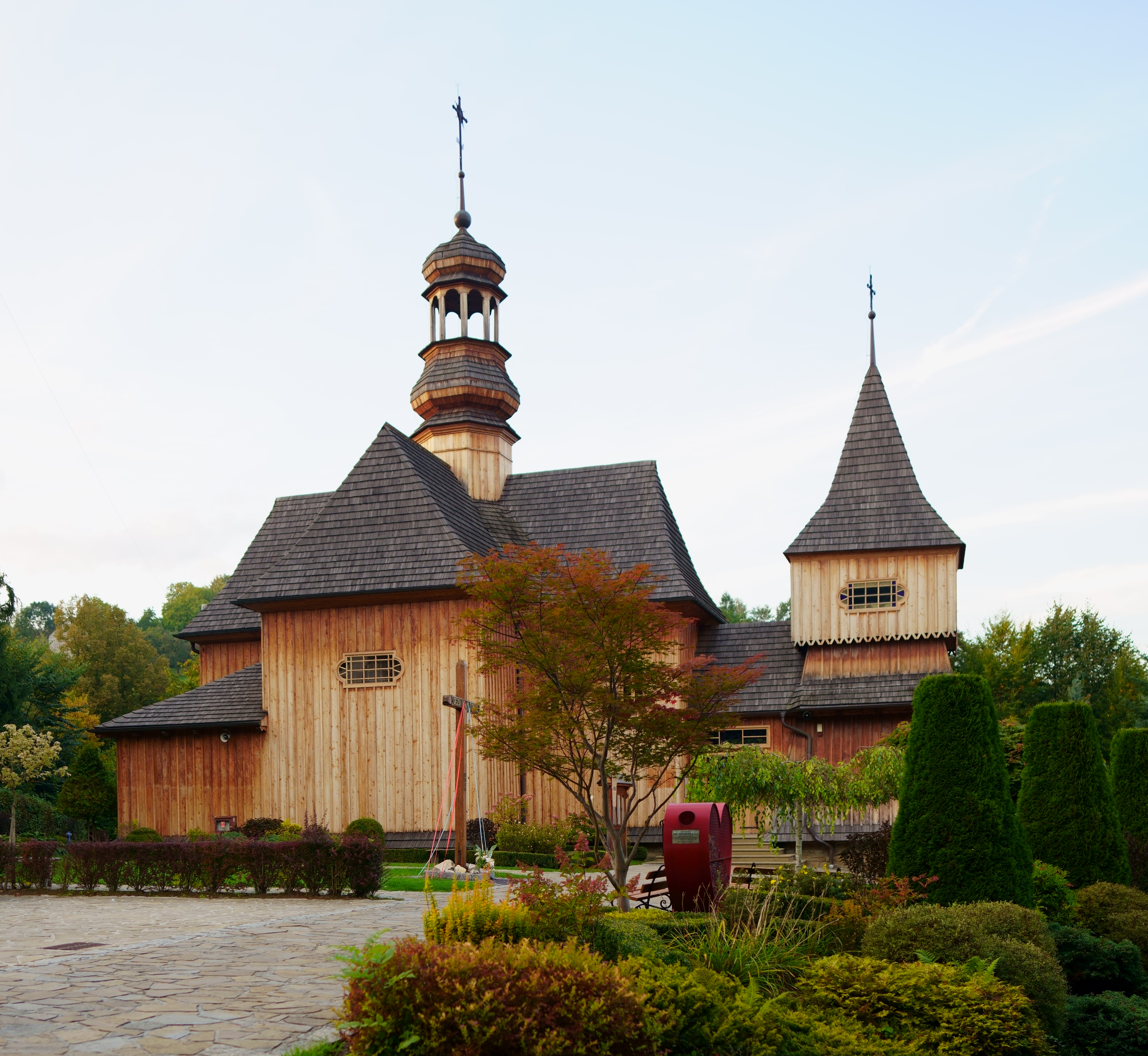
Kościół św. Katarzyny i Św. Trójcy
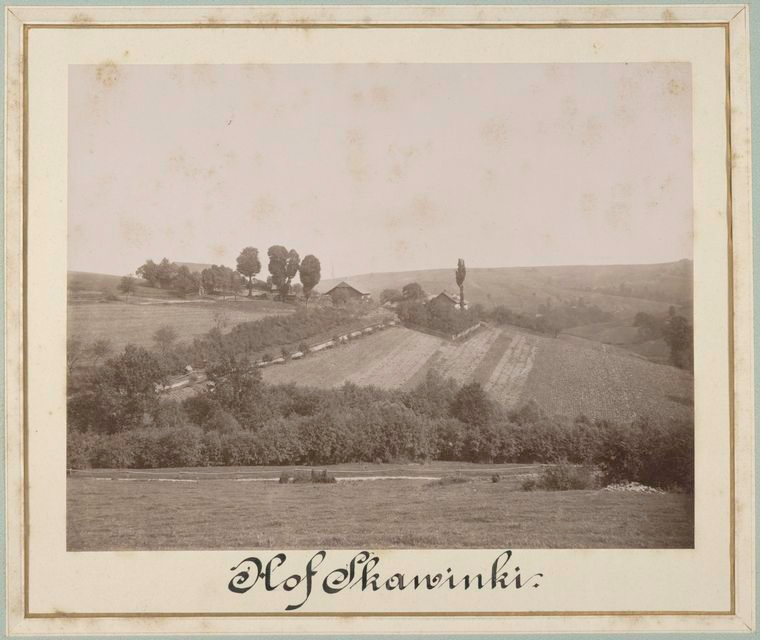
Skawinki, fotografia A. Szuberta z ok. 1897 roku